# Гімерос (кратер)
Гімерос (англ. Himeros, також відомий як «Сідло») — це великий метеоритний кратер на астероїді 433 Ерос. Він знаходиться на східній частині астероїда, приблизно за координатами 21,20° північної широти та 77,7° східної довготи. Кратер отримав свою назву на честь Гімероса з грецької міфології, одного з семи Еротів, які супроводжували Ероса і були уособленням прагнення до любові. Назву «Гімерос» було офіційно затверджено Міжнародним астрономічним союзом (МАС) у 2003 році.

## Геологія та характеристики

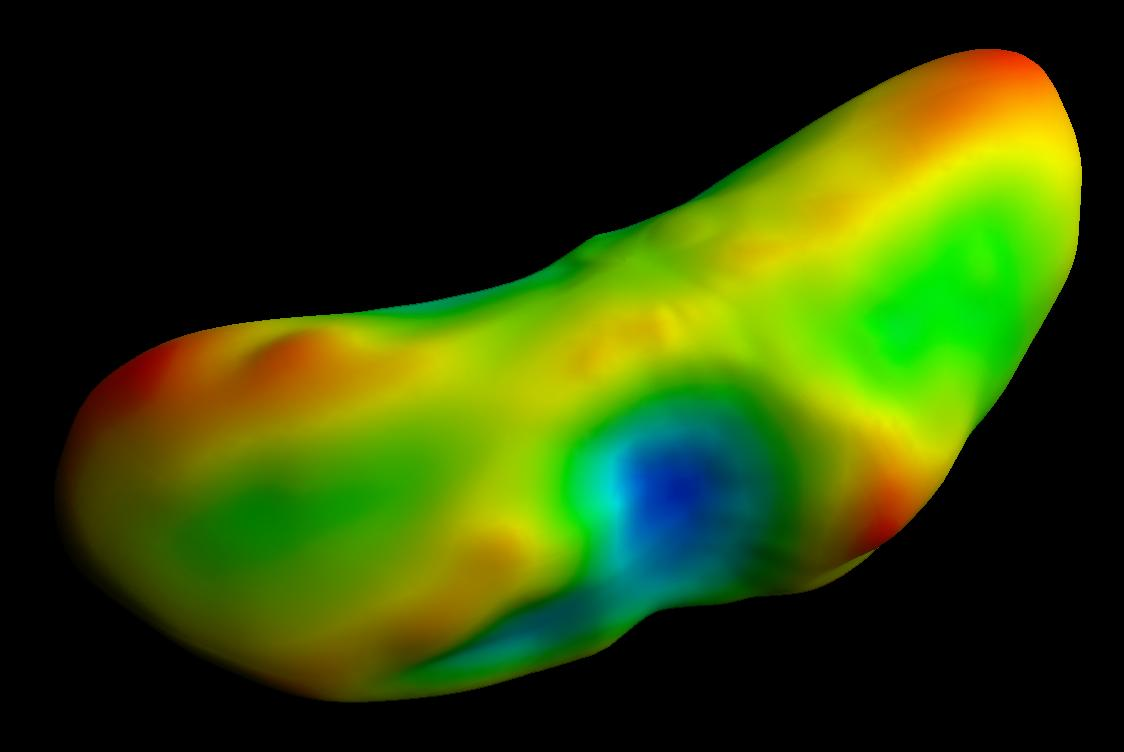
Топографічна карта Ероса. Кратер Гімерос — це велика западина синього кольору, яку видно на зображенні.

Кратер Гімерос має діаметр близько 11 км (6,8 милі) і є найбільшим відомим ударним об'єктом на астероїді 433 Ерос. Його розміри настільки великі, що діаметр Гімероса майже перевищує діаметр самого астероїда в північному та південному напрямках. Через це північний та південний краї кратера значно зруйновані або відсутні, що надає Гімеросу витягнуту форму. Південно-західний край Гімероса переривається меншим і молодшим кратером — кратером Шумейкер, діаметром близько 7 км (4,3 милі). Краї Гімероса, як і краєвиди інших великих кратерів Ероса, таких як Шумейкер і Психея, мають дуже округлі й гладкі контури. Усередині Гімероса є широкий хребет, починається внизу Гімероса, а потім продовжується над кратером у напрямку Психеї.
Гімерос — це великий кратер на астероїді Ерос, і його розмір набагато більший за інший відомий кратер цього астероїда. Удар, що утворив Гімерос, був настільки потужним, що не тільки змінив місце удару, але й сильно вплинув на структуру всього астероїда, змушуючи матеріал на його поверхні рухатись на великі відстані. У 2015 році група астрономів на чолі з Ясуї Мінаті запропонувала теорію, що під час цього удару виникли потужні сейсмічні хвилі, які могли розповсюдитися по всьому астероїду. Згідно з їхніми розрахунками, ці хвилі були настільки сильними, що їхня сила перевищила гравітацію на поверхні Ероса на відстані до 134 кілометрів (83 милі) від місця удару. Це означає, що матеріал на поверхні астероїда зміщувався по всій поверхні через утворення Гімероса. Гімерос знаходиться майже в центрі Ероса, і це означає, що його утворення могло знищити багато дрібних кратерів, діаметр яких менший за 500 метрів (1600 футів). Хоча в самому Гімеросі не так багато маленьких кратерів, в інших частинах поверхні астероїда є багато таких кратерів, що вказує на старість цієї частини поверхні. Мала кількість кратерів в самому Гімеросі пов'язана з утворенням іншого великого кратера — Шумейкера, який також змінив його поверхню.